# Landkreis Neustadt an der Aisch-Bad Windsheim
Landkreis Neustadt an der Aisch-Bad Windsheim (ellerLandkreis Neustadt a.d.Aisch-Bad Windsheim) er en landkreis der ligger i den nordvestlige del af Regierungsbezirk Mittelfranken i den tyske delstat Bayern. 
Nabokreise er mod nord Landkreis Kitzingen og Landkreis Bamberg, mod øst Landkreis Erlangen-Höchstadt, mod syd landkreisene Fürth og Ansbach og mod vest Main-Tauber-Kreis og Landkreis Würzburg i delstaten Baden-Württemberg.

## Geografi
Landkreisen ligger i landskabet Fränkischen Schichtstufenland ved grænsenmellem Steigerwald mod nord, og Naturpark Frankenhöhe mod syd.
Ved Bad Windsheim har floden  Aisch, der er en biflod til Regnitz, sit udspring.

## Historie
Området hørte før år 1800 hovedsageligt under Fyrstendømmet Ansbach. I 1810 kom området under Bayern. 
I forbindelse med områdereformen 1. juni 1972 blev der dannet en ny landkreis af de tidligere Neustadt/Aisch, Scheinfeld og Uffenheim (på nær to kommuner) der først hed Landkreis Neustadt an der Aisch, men som i 1973 fik sit dobbeltnavn Landkreis Neustadt an der Aisch-Bad Windsheim. 

## Byer og kommuner
Kreisen havde 100364  indbyggere pr.  2018-12-31

| Byer 1. Bad Windsheim (12382) 2. Burgbernheim (3297) 3. Neustadt a.d.Aisch (13121) 4. Scheinfeld (4648) 5. Uffenheim (6518) Købstæder (Markt) 1. Baudenbach (1159) 2. Burghaslach (2570) 3. Dachsbach (1757) 4. Emskirchen (6038) 5. Ippesheim (1095) 6. Ipsheim (2174) 7. Markt Bibart (1880) 8. Markt Erlbach (5690) 9. Markt Nordheim (1122) 10. Markt Taschendorf (985) 11. Marktbergel (1544) 12. Neuhof a.d.Zenn (2162) 13. Obernzenn (2623) 14. Oberscheinfeld (1137) 15. Sugenheim (2292) 16. Uehlfeld (2956) | Kommuner 1. Diespeck (3747) 2. Dietersheim (2208) 3. Ergersheim (1071) 4. Gallmersgarten (771) 5. Gerhardshofen (2483) 6. Gollhofen (870) 7. Gutenstetten (1267) 8. Hagenbüchach (1449) 9. Hemmersheim (646) 10. Illesheim (934) 11. Langenfeld (1050) 12. Münchsteinach (1339) 13. Oberickelsheim (704) 14. Simmershofen (912) 15. Trautskirchen (1320) 16. Weigenheim (955) 17. Wilhelmsdorf (1488) Kommunefrit område (overvejende ubeboet) 1. Osing (2,74 km²) |

Kommunesamarbejder, Verwaltungsgemeinschaft
1. Burgbernheim
med kommunerne Burgbernheim (Stadt), Gallmersgarten, Illesheim og Marktbergel (Markt)
2. Diespeck
med kommunerne Baudenbach (Markt), Diespeck, Gutenstetten og Münchsteinach
3. Hagenbüchach-Wilhelmsdorf
med kommunerne Hagenbüchach og Wilhelmsdorf
4. Neuhof an der Zenn
med kommunerne Neuhof an der Zenn (Markt) og Trautskirchen
5. Scheinfeld
med kommunerne Langenfeld, Markt Bibart (Markt), Markt Taschendorf (Markt), Oberscheinfeld (Markt), Scheinfeld (by) og Sugenheim (Markt)
6. Uehlfeld
med kommunerne Dachsbach (Markt), Gerhardshofen og Uehlfeld (Markt)
7. Uffenheim
med kommunerne Ergersheim, Gollhofen, Hemmersheim, Ippesheim (Markt), Markt Nordheim (Markt), Oberickelsheim, Simmershofen, Uffenheim (Stadt) og Weigenheim